# Embalse de Fuentes Claras
El embalse de Fuentes Claras se encuentra localizado en Ávila, pertenece a la Cuenca hidrográfica del Duero, y represa las aguas del  río Adaja.
La presa fue construida en el año 1994 y es de bóveda, proyectada por Rafael López González. El embalse tiene una superficie de 18 ha, y una capacidad de 1 hm³.